# Hermann Schilli

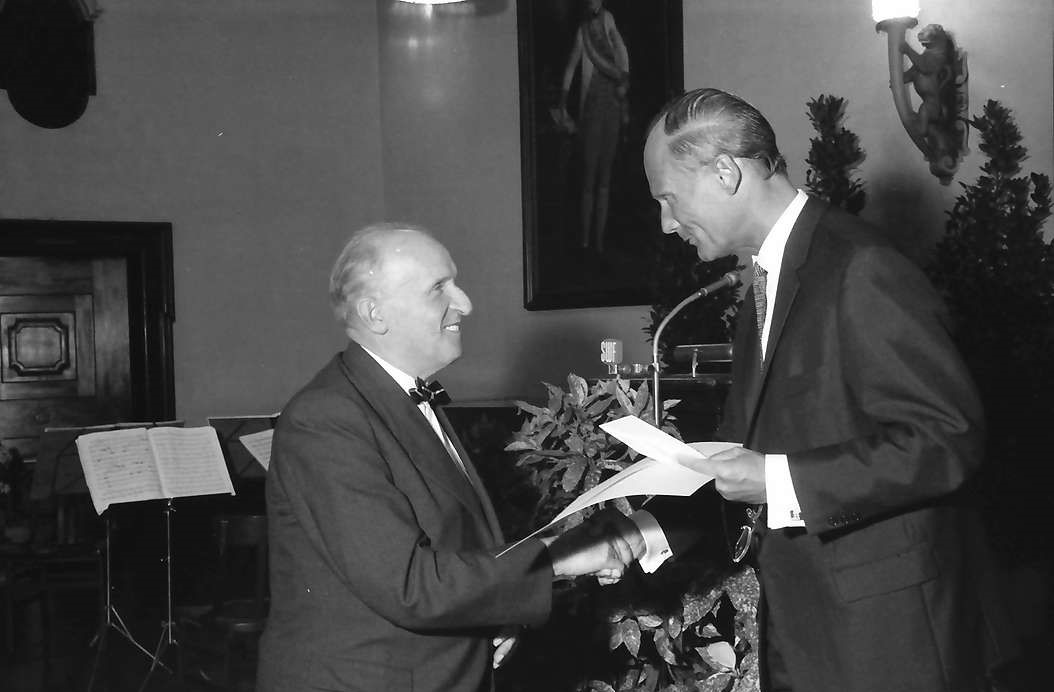
Hermann Schilli (links) bekommt den Oberrheinischen Kulturpreis 1967

Hermann Schilli (* 1. Januar 1896 in Offenburg; † 28. August 1981 in Freiburg im Breisgau) war ein Zimmermann, Bauernhausforscher, Gründer und Museumsleiter des Schwarzwälder Freilichtmuseums Vogtsbauernhof.

## Lehre
Nach dem Realschulabschluss bestand er das Examen für das Lehramt an Gewerbeschulen am Staatstechnikum Karlsruhe. 1931 wurde er mit der Gründung der Zimmerermeisterschule in Freiburg beauftragt, die er bis zu seiner Pensionierung 1962 leitete. Er wurde zum Studienprofessor ernannt und nach Beendigung seiner Lehrtätigkeit übernahm er die ehrenamtliche Denkmalpflege für den Regierungsbezirk Südbaden. Mit Schülern und Studenten unternahm er Exkursionen in den gesamten Schwarzwald, vorrangig jedoch in den südlichen und mittleren Bereich, um die alten Schwarzwaldhöfe zu vermessen und aufzuzeichnen. Unterstützt wurde er dabei auch von seiner Frau.
Schilli trat am 1. Mai 1933 in die NSDAP ein, war von 1933 bis 1934 in der HJ, ab 1. September 1933 in der NSV und von 1934 bis 1943 im NS-Lehrerbund. Er war außerdem Mitglied des Opferrings der NSDAP. In einem Fragebogen zur "politischen Beurteilung" von 1938, den der Offenburger NSDAP-Kreisleiter Rombach ausfüllte, wird darauf hingewiesen, dass Schilli sich schon vor der "Machtübernahme" 1933 für die NSDAP ausgesprochen habe, regelmäßig die Versammlungen und Kundgebungen der NSDAP besuche und den NS-Staat bejahe.

## Vogtsbauernhof Gutach/Schwarzwaldbahn
Schilli ist es zu verdanken, dass der frühere Landkreis Wolfach den Vogtsbauernhof kaufte, ab 1963 restaurierte und ein Jahr darauf für die Öffentlichkeit öffnete. Er war fast 20 Jahre Museumsleiter und konnte am 29. Juni 1981 das Richtfest des Schauinslandhauses feiern. An der Universität Freiburg hatte er seit 1969 einen Lehrauftrag wahrgenommen. Hermann Schilli brach sofort mit der liebgewordenen Vorstellung, dass sich im Schwarzwald Hausformen der Urzeit erhalten haben. Dabei sieht er das sogenannte „Heidenhaus“ als Urtyp der Schwarzwaldhäuser. Daraus entwickelt haben sich weitere Bauformen wie das Zartener Haus, das Schauinsland Haus und das Hotzenhaus, welches er erst mit den großen Rodungen des Hotzenwaldes ansetzt. Das Kinzigtäler- und Gutacher Haus haben sich aufgrund ihrer Konstruktion und dem Weglassen der Firstsäule als eigenständiger Haustyp entwickelt. Die beiden letzteren gehören aber auch zu den typischen Schwarzwaldhäusern.
1967 erhielt er den Oberrheinischen Kulturpreis.

## Schriften (Auswahl)
- Das Schwarzwaldhaus (Monographie)
- Das Fachwerkhaus in Baden (Bildband)